# Casearia virescens
Casearia virescens är en videväxtart som beskrevs av Jean Baptiste Louis Pierre och François Gagnepain. Casearia virescens ingår i släktet Casearia och familjen videväxter. Inga underarter finns listade i Catalogue of Life.